# Stephan Fahrig
Stephan Fahrig (* 20. November 1968 in Unkel; † 23. Januar 2017) war ein deutscher Ruderer und promovierter Sportwissenschaftler.

## Karriere
Der zweimalige Weltmeister errang seine Erfolge hauptsächlich in der Bootsklasse Leichtgewichts-Vierer ohne Steuermann. Er nahm von 1988 bis 1995 achtmal an Weltmeisterschaften teil und errang neben vier U-23 Titeln insgesamt elf nationale Meisterschaften in den Leichtgewichts-Bootsklassen Zweier ohne Steuermann, Vierer ohne Steuermann, Doppelvierer, und Achter. In seiner Promotion an der Otto-von-Guericke-Universität Magdeburg untersuchte er die Interaktionsmerkmale im Zweier ohne Steuermann.
2013 gründete er die Vertriebsgesellschaft GVBM für die Distribution von und der Beratung zu medizinischem Verbrauchsmaterial, für die er zuletzt in Berlin arbeitete.
Er verstarb am 23. Januar 2017 an einer langjährigen Multiples Myelon-Erkrankung. Er hinterließ seine Ehefrau und zwei Kinder.